# Pierre Godé
Pour les articles homonymes, voir Godé.
Pierre Godé, né le 4 décembre 1944 à Abbeville et mort le 31 janvier 2018 à Saint-Paul-de-Vence,, est un avocat et dirigeant d'entreprise français.

## Biographie

### Origines et formation
Fils de fonctionnaires, frère du germaniste Maurice Godé, Pierre Godé naît le 4 décembre 1944 à Abbeville dans la Somme. Docteur en droit (1973) et agrégé de droit privé, il a enseigné cette discipline aux universités Lille-II et de Nice. 

### Carrière
Il est embauché par Jean Arnault au sein de l’entreprise familiale Ferret-Savinel au début des années 1970. C’est avec son fils, Bernard Arnault, entré en 1971 au sein de la société familiale de promotion-construction, que Pierre Godé nouera un « tandem redouté ». L’entrepreneur le charge de prospecter d’éventuelles reprises de sociétés. Pierre Godé débusque alors Boussac, société qui détient la maison de couture Christian Dior. Un an plus tard, Pierre Godé entre aux services des Arnault.
Il devient ensuite, en 1984, l'« éminence grise » de Bernard Arnault (l'aidant à bâtir le premier groupe mondial du luxe), et le vice-président de LVMH - Moët Hennessy Louis Vuitton. Devenu en 2013 vice-président de LVMH Italie, il quitte ses fonctions en décembre 2015.
En mars 2017, il rejoint Christian Dior.

### Autres mandats
Il a présidé l'Association de protection de l'environnement de Châteauneuf-Grasse et a été membre de l'Autorité de la concurrence.
Il a été membre du conseil d'orientation de l'Institut Montaigne, un think tank libéral.

## Vie privée
Marié et père de trois enfants, il est passionné de musique classique.
En 1991, c'est dans sa maison du sud de la France qu'a lieu le mariage de Bernard Arnault et Hélène Mercier.

## Ouvrages
- Volonté et manifestations tacites, Paris, Presses universitaires de France, coll. « Travaux et recherches de l'Université du droit et de la santé de Lille : droit privé et sciences criminelles » (no 1), 1977, 275 p. (BNF 34593335).
- Consommation, Paris, Dalloz, coll. « Dictionnaire juridique », 1983, VII + 339 (BNF 34719223).

## Décoration
- Officier de la Légion d'honneur[3]